# Semaeopus hepaticata
Semaeopus hepaticata är en fjärilsart som beskrevs av W. Warren 1905. Semaeopus hepaticata ingår i släktet Semaeopus och familjen mätare. Inga underarter finns listade i Catalogue of Life.